# Axel Springer (azienda)
La Axel Springer SE è un gruppo editoriale tedesco fondato nel 1946 da Axel Springer e con sede a Berlino. La società, che prende il nome dal fondatore, è quotata alla Borsa di Francoforte e possiede i giornali tedeschi Bild, Die Welt e il polacco Fakt e i siti americani di notizie Business Insider e Politico.

## Storia

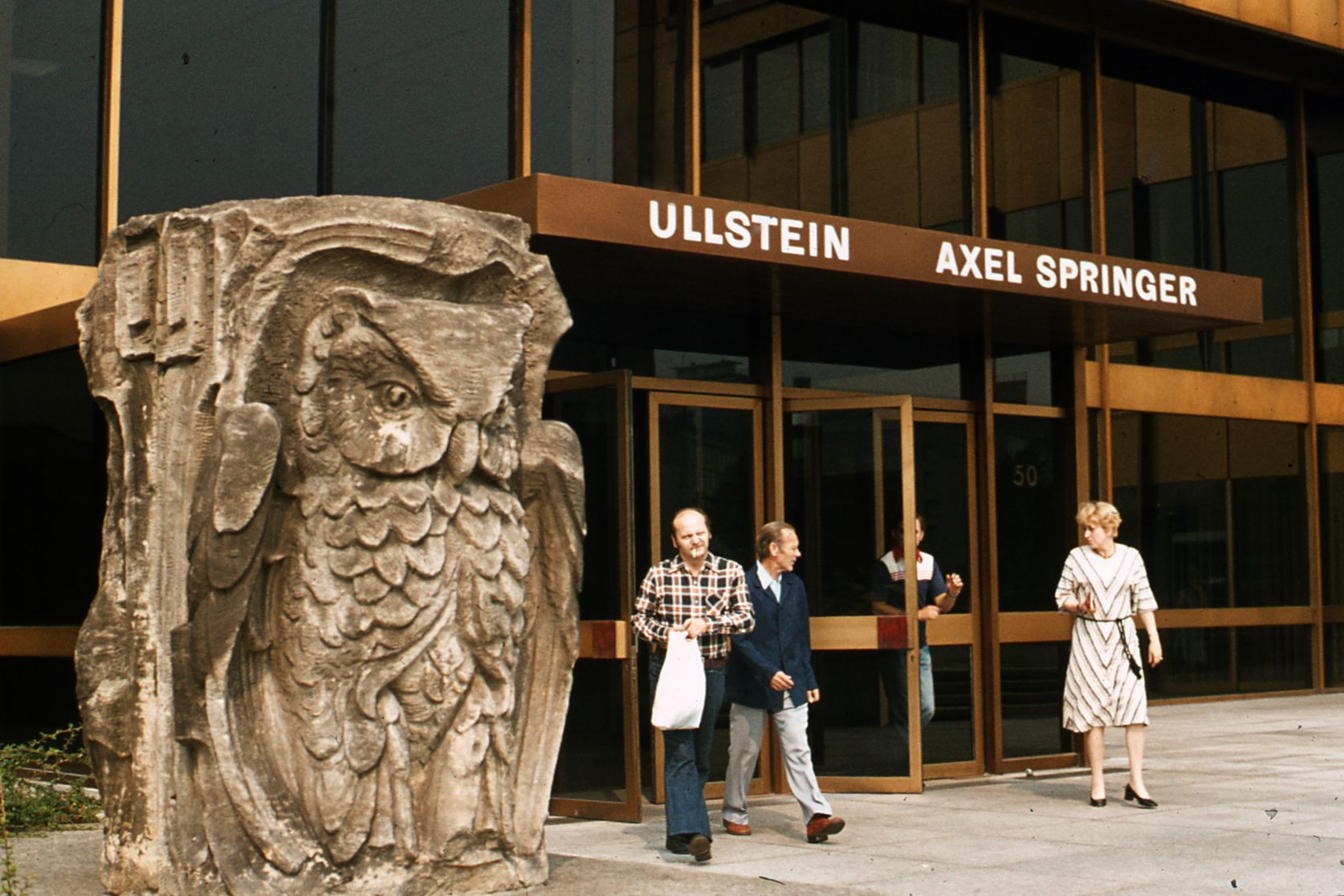
L'ingresso della sede centrale di Axel Springer nel 1977 a Berlino Ovest con la scultura del gufo di Fritz Klimsch.

Nel 1946 Axel Springer e suo padre, l'editore Hinrich Springer, fondarono la Axel Springer Verlag (ASV) GmbH ad Amburgo. Le prime pubblicazioni furono la rivista radiofonica Hörzu e la Nordwestdeutsche Hefte.  Nel 1948 viene lanciato il quotidiano della sera Hamburger Abendblatt, il primo quotidiano della casa editrice.  Nel 1952 fu lanciato il popolare quotidiano Bild sulla falsariga del tabloid britannico Daily Mirror,  raggiungendo l'apice della diffusione di 5 milioni di copie negli anni Ottanta.
Nel 1953 Springer acquisì la casa editrice Die Welt, incluso il quotidiano Die Welt e il Sunday Welt am Sonntag. Nel 1959 fu acquisita la casa editrice Ullstein, che ha pubblicato a Berlino i giornali BZ e Berliner Morgenpost.
La casa editrice fece erigere il grattacielo Axel Springer come quartier generale nel 1966 direttamente sul muro di Berlino a Berlino-Kreuzberg.  La casa editrice è stata convertita nel 1970 in una società per azioni.
Nel 1985 l'editore mise sul mercato con un'offerta pubblica il 49% del capitale della società, mentre pose la quota di controllo (quasi il 51%) in una holding di proprietà della famiglia Springer. Pochi mesi più tardi, il 22 settembre 1985, l'editore Axel Springer morì e la proprietà passò alla vedova Friede Springer.
In seguito all'offerta pubblica l'imprenditore nel settore dei media Leo Kirch acquisì inizialmente una quota del 10% della casa editrice portandola nel 1992 a più del 20% e nel 1993 al 40%. Nel frattempo la società continuò ad espandersi.  Nel 1986 uscì la prima edizione con licenza di Auto Bild in Italia.  Altre edizioni autorizzate e pubblicazioni di joint venture comparvero in seguito in venti paesi europei, in Indonesia e Tailandia. Nel 1988 la casa editrice entrò, sotto forma di Sat.1 Text, nel mercato dei nuovi media e in seguito investì nel fornitore di servizi telefonici CompuTel e nelle emittenti televisive Hamburg 1 e Business TV International.
Dopo la riunificazione della Germania, la casa editrice estese le sue attività in altri paesi europei.  Furono fondate e ampliate filiali, furono acquisite anche partecipazioni in Europa centrale, Spagna, Francia e Svizzera. Nel 1999 il Gruppo ha acquisito partecipazioni in Schwartzkopff TV Productions e Studio Hamburg.  Dopo la fusione delle stazioni televisive Pro7 e Sat.1, fu direttamente coinvolto in ProSiebenSat.1 Media.
A seguito del fallimento del gruppo Kirch, nell'ottobre 2002 Leo Kirch si dimise dal Consiglio di sorveglianza di Springer-Verlag.  Il pacchetto azionario Kirch del 40% fu inizialmente rilevato da Deutsche Bank e Friede Springer.  La partecipazione azionaria di Deutsche Bank è stata poi venduta nel 2003 al gruppo di private equity statunitense Hellman & Friedman (per 350 milioni di euro, 19,4%) e Friede Springer.  La vedova del fondatore della casa editrice rafforzò quindi la quota di controllo della società.
Nell'assemblea degli azionisti dell'aprile 2003, gli azionisti decisero tra l'altro di rinominare la società Axel Springer AG e di avere un nuovo logo aziendale. Già da un anno Mathias Döpfner, ex caporedattore di Die Welt, era stato nominato Amministratore Delegato della casa editrice.
Nel 2010 offrì 635 milioni di euro per acquisire il sito immobiliare francese Seloger.com, aumentando quindi l'offerta di oltre il 15% a 735 milioni dopo il rifiuto espresso dagli azionisti del sito francese.
Nel dicembre del 2011 Axel Springer AG rilevò una quota di maggioranza di Visual Meta GmbH e ShopAlike divenne così parte di Springer SE.
Nel 2012 dette vita ad una joint venture (Axel Springer Digital Classified) con una società americana che investe capitali in aziende in crescita, la General Atlantic. Nello stesso periodo acquisì nel Regno Unito il sito TotalJobs da Reed Elsevier.
Nel 2013 Springer cedette i quotidiani regionali, le riviste femminili e quelle televisive a Funke Mediengruppo per 920 milioni di euro. Sempre nello stesso anno cedette anche Publications Grand Public, editrice di una rivista francese di sua proprietà, a Reworld Media.
Nel 2015 tentò di comprare il Financial Times dal gruppo editoriale Pearson che invece lo vendette ai giapponesi del Nikkei, il maggior quotidiano economico al mondo, per 884 milioni di sterline (1,2 miliardi di euro). Due mesi più tardi rilevò per 343 milioni l'88% di Business Insider, il sito americano di notizie (76 milioni di visitatori unici al mese) di cui già aveva l'8%, arrivando così al 97% (l'ultimo 3% è in mano al fondatore di Amazon, Jeff Bezos). Con questa acquisizione Axel Springer ampliò l'offerta in lingua inglese e rafforzò l'impegno in quella che è la sua strategia: diventare il numero uno nel giornalismo digitale.. Sempre nel 2015 Axel Springer lanciò upday, una piattaforma di aggregazione di notizie per smartphone sviluppata in collaborazione con Samsung.
Nell'agosto 2019 il fondo di private equity americano KKR, dopo aver lanciato un'offerta pubblica amichevole offrendo 63 euro per azione (premio del 40%), è diventato il maggiore azionista della casa editrice con il 43,54% del capitale, pagando 2,9 miliardi di euro (3,2 miliardi di dollari) e valutando l'azienda 6,8 miliardi. Friede Spiegel resta con il 43,54% e Mathias Döpfner con il 2,8%. L'obiettivo è di rendere l'azienda privata togliendola dal listino di Borsa.
Nel 2020, Friede Springer ha trasferito $ 1,5 miliardi di azioni Axel Springer all'amministratore delegato Mathias Döpfner, rendendolo di fatto erede del gruppo mediatico. Doepfner ha ora il controllo del 44% dei diritti di voto.  Alla fine di ottobre 2021, l'azienda ha acquistato Politico per oltre un miliardo di dollari.
Il 13 dicembre 2023 l'azienda stringe un accordo di collaborazione con OpenAI per l'utilizzo degli articoli dei giornali di proprietà come fonte di banca dati per l'intelligenza artificiale. Questo è stato il primo accordo in tal senso avvenuto fra un'azienda di comunicazione giornalistica e una società che opera nel campo delle intelligenze artificiali.